# Uti
Uti är den första kvinnan i mytologin hos det centralafrikanska bambutifolket.